# Lepadella eurysterna
Lepadella eurysterna är en hjuldjursart som beskrevs av Myers 1942. Lepadella eurysterna ingår i släktet Lepadella och familjen Lepadellidae. Inga underarter finns listade i Catalogue of Life.